# Qamashi
Qamashi (uzb. cyr.: Қамаши; ros.: Камаши, Kamaszy) – miasto w południowo-wschodnim Uzbekistanie, w wilajecie kaszkadaryjskim, siedziba administracyjna tumanu Qamashi. W 1989 roku liczyło ok. 22 tys. mieszkańców. Ośrodek przemysłu włókienniczego.
Miejscowość otrzymała prawa miejskie w 1978 roku.